# Lois Marshall
Lois Catherine Marshall (* 29. Januar 1925 in Toronto; † 19. Februar 1997 ebenda) war eine kanadische Sängerin (Sopran / Mezzosopran) und Gesangspädagogin.

## Leben

### Ausbildung
Marshall hatte zwölfjährig den ersten Gesangsunterricht bei Weldon Kilburn, den sie 1968 heiratete und der bis 1971 mit ihr zusammenarbeitete und als Klavierbegleiter auftrat. Von 1947 bis 1950 studierte sie außerdem Liedgesang bei Emmy Heim. Ab 1947 trat sie mehrfach in Aufführungen der Matthäus-Passion von Johann Sebastian Bach mit dem Toronto Mendelssohn Choir und dem Toronto Symphony Orchestra unter Leitung von Ernest MacMillan auf. In gleicher Besetzung wirkte sie auch an Aufführungen von Bachs H-Moll-Messe, Giuseppe Verdis Requiem und Händels Messiah mit.

### Karriere
Arturo Toscanini engagierte sie 1953 für eine Aufführung von Beethovens Missa solemnis; im gleichen Jahr sang sie die Uraufführung von Godfrey Ridouts Cantiones mysticae No. 1 in der Carnegie Hall unter Leopold Stokowski. In London debütierte sie 1956 mit dem Royal Philharmonic Orchestra unter Leitung von Thomas Beecham. 1957 gab sie Konzerte mit Weldon Kilburn beim Edinburgh Festival und in der Royal Festival Hall in London. 1958 unternahm sie mit ihm eine Tournee durch die Sowjetunion.
In Kanada trat Marshall bei zahlreichen Festivals auf, u. a. beim Vancouver International Festival (1958 und 1959), beim Guelph Spring Festival (1971, 1972, 1974 und 1980) beim Stratford Festival und bei Heinz Ungers York Concert Society (1957, 1963, 1964 und 1965). Beim Stratford Festival 1962 sang sie begleitet von Glenn Gould Paul Hindemiths Das Marienleben. In den 1960er Jahren gab sie Orchesterkonzerte mit dem Tenor Richard Verreau in Toronto, Montreal und Quebec und dem Tenor Peter van Ginkel in Winnipeg. Beim Stratford Festival 1970 sang sie mit Louis Quilico  Opernarien und -duette. Anfang der 1970er Jahre trat sie mehrfach mit Maureen Forrester auf.
Mitte der 1970er Jahre wechselte sie zum Mezzosopran und sang jetzt Werke wie Franz Schuberts Winterreise (1976) und Die schöne Müllerin (1979, mit Greta Kraus), Robert Schumanns Frauenliebe und -leben und Dichterliebe und Johannes Brahms’ Vier ernste Gesänge (1977, mit Anton Kuerti). 1981–1982 unternahm sie mit Stuart Hamilton ihre Abschiedstournee. Auch danach trat sie noch gelegentlich auf, so mit Greta Kraus zum 100. Jubiläum des Royal Conservatory of Music 1987, bei einer Aufführung von Arnold Schoenbergs Pierrot Lunaire 1989 und mehreren Aufführungen des Messiah.
1985 war sie musikalische Leiterin des TriBach Festival in Edmonton. Von 1986 bis 1997 unterrichtete sie an der University of Toronto, wo Monica Whicher zu ihren Schülern zählte. 1990 nahm sie am Scotia Festival of Music teil und übernahm dort die Erzählerrolle in William Waltons Façade. Auch Musik zeitgenössischer kanadischer Komponisten zählte zu ihrem Repertoire. So wirkte sie u. a. an Uraufführungen von Alexander Brotts Songs of Contemplation (1945), John Beckwiths Four Songs to Poems by e.e. cummings, Godfrey Ridouts Esther (1952), Paul McIntyres Judith (1958), Harry Freedmans Anerca (1966), Ridouts Folk Songs of Eastern Canada (1968), Oskar Morawetz’ From the Diary of Anne Frank (1970), Richard Johnstons The Irish Book (1972) und Harry Somers’ Limericks (1980) mit.

## Auszeichnungen
Für ihr Wirken wurde Marshall vielfach ausgezeichnet. Unter anderem erhielt sie den National Award in Music der University of Alberta, eine Centennial Medal (1967), die Canadian Music Council Medal (1972), die Medal of Excellence des the Ontario Arts Council (1973) und den Molson Prize (1980). Sie wurde 1968 als Companion des Order of Canada und 1993 mit dem Order of Ontario geehrt und gewann 1987 den Toronto Arts Award für Musik. 1994 wurde sie Ehrenpatronin der Omtario Choral Federation. Die CBC ehrte sie mit Sendungen 1980 und der Dokumentarserie Hark the Echoing Air (1983). Die University of Toronto richtete einen Lois-Marshall-Lehrstuhl für Gesangsstudien ein. Der Nachlass Marshalls befindet sich im Besitz der Library and Archives of Canada.